# Burst!
Burst! là một trình khách BitTorrent.
Burst! sử dụng chương trình BitTorrent làm công cụ xử lý hậu trường (tiếng Anh: back-end), và thay giao diện của chương trình BitTorrent bằng giao diện mới tương thích với giao diện của các ứng dụng trên hệ điều hành Windows.
Khi tải cùng lúc nhiều tệp Burst! có ưu điểm so với các trình khách BitTorrent là nó sử dụng ít tài nguyên hệ thống và có nhiều tính năng hơn chương trình BitTorrent, như tính năng quản lý tệp torrent và khả năng hoạt động ở chế độ siêu gieo hạt.
Burst! được viết bằng ngôn ngữ lập trình Delphi và ngôn ngữ lập trình Python sử dụng bộ công cụ Kylix. Chương trình BitTorrent nguyên bản sử dụng wxPython để lập trình giao diện người dùng, nhưng Brust! thì khác, nó sử dụng các công cụ của Delphi để lập trình giao diện người dùng, vì vậy Brust! tiêu tốn ít bộ nhớ trong hơn chương trình BitTorrent.